# East Links Family Park Safari Railway
| The Great Train Robbery bei einer Eisenbahn- safari mit der Baguley-Lok Bahnbetrieb mit Bildungsanspruch |                     |         |         |
| Lage und Streckenverlauf                                                                                 |                     |         |         |
| Streckenlänge:                                                                                           | 1 km                |         |         |
| Spurweite:                                                                                               | 610 mm (2-Fuß-Spur) |         |         |
| |                     |         |         |
| \| \| \| \| \| \| \| \| \| \| \| \| \| Bahnhof \| \|                                                     |                     |         |         |
| Strecke von links · Strecke quer · Strecke quer · Strecke von rechts                                     |                     |         |         |
| Strecke · Strecke                                                                                        |                     |         |         |
| Strecke nach links · Strecke quer · Bahnhof quer · Strecke nach rechts                                   |                     | Bahnhof | Bahnhof |

Die East Links Family Park Safari Railway ist eine 1 km lange Parkeisenbahn mit einer Spurweite von 610 mm (2 Fuß) in Dunbar in Schottland.

## Konzept
Der East Links Family Park ist ein 8 Hektar großer Bauernhof, Tierpark und familiengerechter Freizeitpark mit Bildungsanspruch. Er wird in den Sommermonaten als „Klassenzimmer auf dem Land“ von mehr als 3500 Schulkindern pro Woche besucht und bietet eine unterhaltsame, sichere Umgebung, um etwas über die Landwirtschaft zu lernen.
Bei der 1 km langen Eisenbahnsafari rund um den Park und durch die Tiergehege können die Fahrgäste die Tiere füttern, die dazu gerne zum Zug kommen.

## Historische Schienenfahrzeuge
- E.E. Baguley Ltd Dunrobin/The Trentham Flyer, Werksnummer 3014, Baujahr 1938, dreiachsige Diesellok, die wie eine Dampflok aussehen soll, ex Alton Towers[3]
- Vier Trentham-Drehgestellwagen, ex Trentham Gardens[4] und danach Alton Towers[3]

## Tiere entlang der Strecke

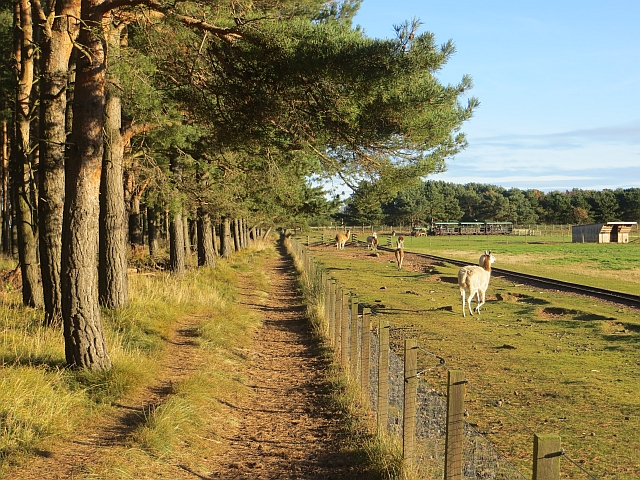
Hedderwick Hill Plantation
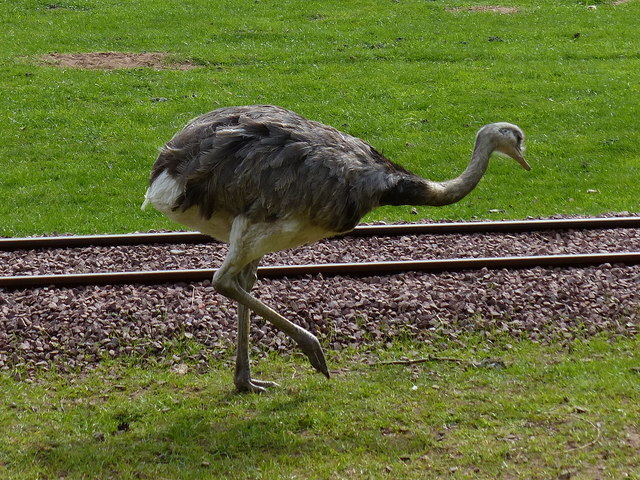
Nandu am Gleis
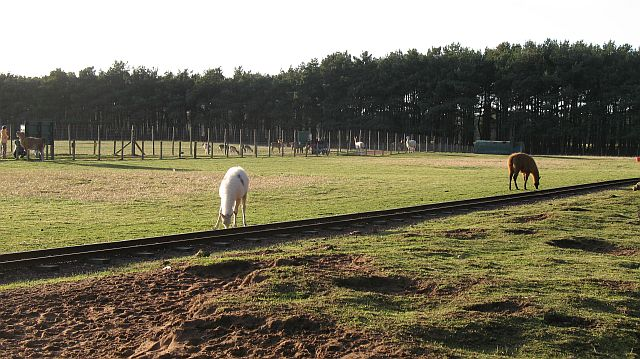
Lama-Gehege